# Loxosceles yucatana
Loxosceles yucatana är en spindelart som beskrevs av Chamberlin och Ivie 1938. Loxosceles yucatana ingår i släktet Loxosceles och familjen Sicariidae. Inga underarter finns listade i Catalogue of Life.